# Nyitrazávod
Nyitrazávod (1899-ig Zavada, szlovákul Závada) község Szlovákiában, a Nyitrai kerület Nagytapolcsányi járásában.

## Fekvése
Nagytapolcsánytól 11 km-re északnyugatra fekszik.

## Története
A falu első említése az 1332 és 1337 között kelt pápai tizedjegyzékben található "Zabeti" alakban. 1390-ben "Zawada" néven szerepel oklevélben, a nagytapolcsányi uradalom része volt. 1570-ben malom, 15 család és 4 jobbágytelek volt a településen. 1715-ben szőlőskertje és 14 háztartása létezett. 1781-ben 6 molnár és 11 kézműves működött a községben. 1787-ben 69 házában 534 lakos élt. 1828-ban 35 házát 242-en lakták. Lakói mezőgazdasággal és szőlőtermesztéssel foglalkoztak. A 19. és 20. században a Stummer család birtokolta.
Vályi András szerint "ZAVADA. Tót falu Nyitra Várm. földes Ura Gr. Traun Uraság, lakosai katolikusok, fekszik N. Tapoltsányhoz 1 mértföldnyire; határja ollyan, mint Podhragyáé."
Fényes Elek szerint "Zavada, Nyitra m. tót f. Bajnához északra 1 1/4 mfld., 237 kath., 4 zsidó lak., kath. paroch. templom. Van szép erdeje, legelője. F. u. gr. Erdődi Józsefnő. Ut. p. Nagy-Tapolcsán."
A trianoni békeszerződésig Nyitra vármegye Nagytapolcsányi járásához tartozott. Lakói részt vettek a szlovák nemzeti felkelésben, ezért a falut a németek felégették, sok lakóját koncentrációs táborba hurcolták.

## Népessége
| Év:            | 1994. | 2004.   | 2014. | 2024.   |
| -------------- | ----- | ------- | ----- | ------- |
| Emberek száma: | 702   | 640     | 576   | 570     |
| Eltérés:       |       | -8,83 % | -10 % | -1,04 % |

| Év:            | 2023. | 2024.   |
| -------------- | ----- | ------- |
| Emberek száma: | 571   | 570     |
| Eltérés:       |       | -0,17 % |

1910-ben 509, túlnyomórészt szlovák lakosa volt.
2001-ben 669 lakosából 653 szlovák volt.
2011-ben 591 lakosából 583 szlovák.

## Nevezetességei
- Római katolikus temploma 1780-ban épült barokk stílusban.
- A temetőben álló barokk kápolna.

## Külső hivatkozások
- Községinfó
- Nyitrazávod Szlovákia térképén
- E-obce.sk Archiválva 2008. március 5-i dátummal a Wayback Machine-ben